# スロベニア鉄道713/715形気動車
スロベニア鉄道713/715形気動車（スロベニアてつどう713/715がたきどうしゃ、スロベニア語: SŽ serija 713/715）は、スロベニアの国有鉄道であるスロベニア鉄道の気動車。ユーゴスラビア鉄道時代に導入された車両である。

## 概要
ユーゴスラビア鉄道時代の1981年に発注が実施された、非電化区間向けの気動車。メルセデス・ベンツ製の4ストローク式12気筒ディーゼルエンジンやフォイト製の液体変速機を搭載した動力車の713形と、これらの動力を搭載しない制御車の715形による2両編成を組んで使用される。開発や設計は西ドイツ（現：ドイツ）のメッサーシュミット・ベルコウ・ブローム（MBB）とユーゴスラビアのTVTボリス・キドリッチ（TVT Boris Kidrič Maribor、TVT）によって実施され、初期の5編成はMBBが製造した部品をTVTが組み立てる形で生産が実施された一方、後期の22編成は全製造工程をTVTが手掛けた。

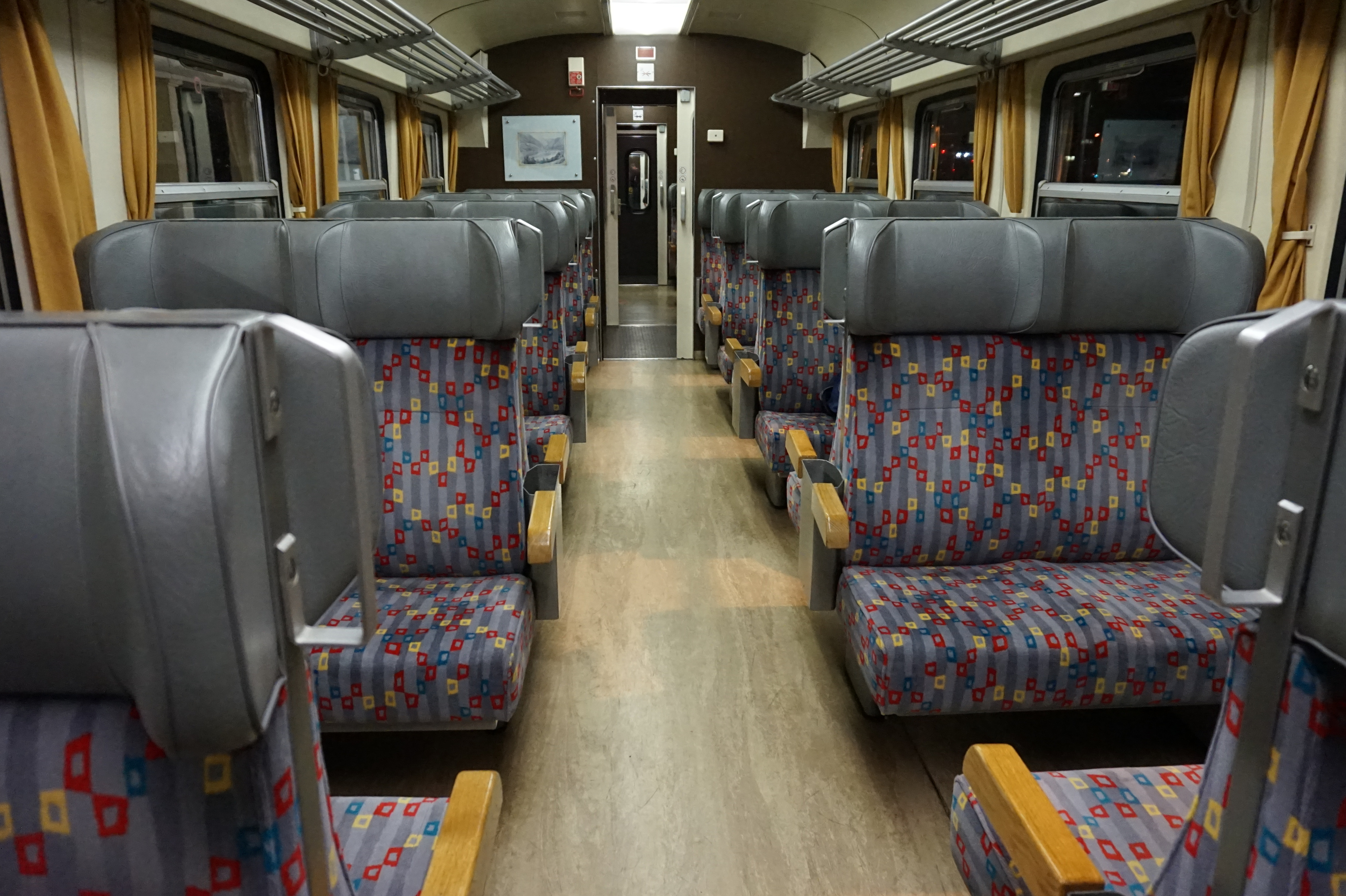
車内
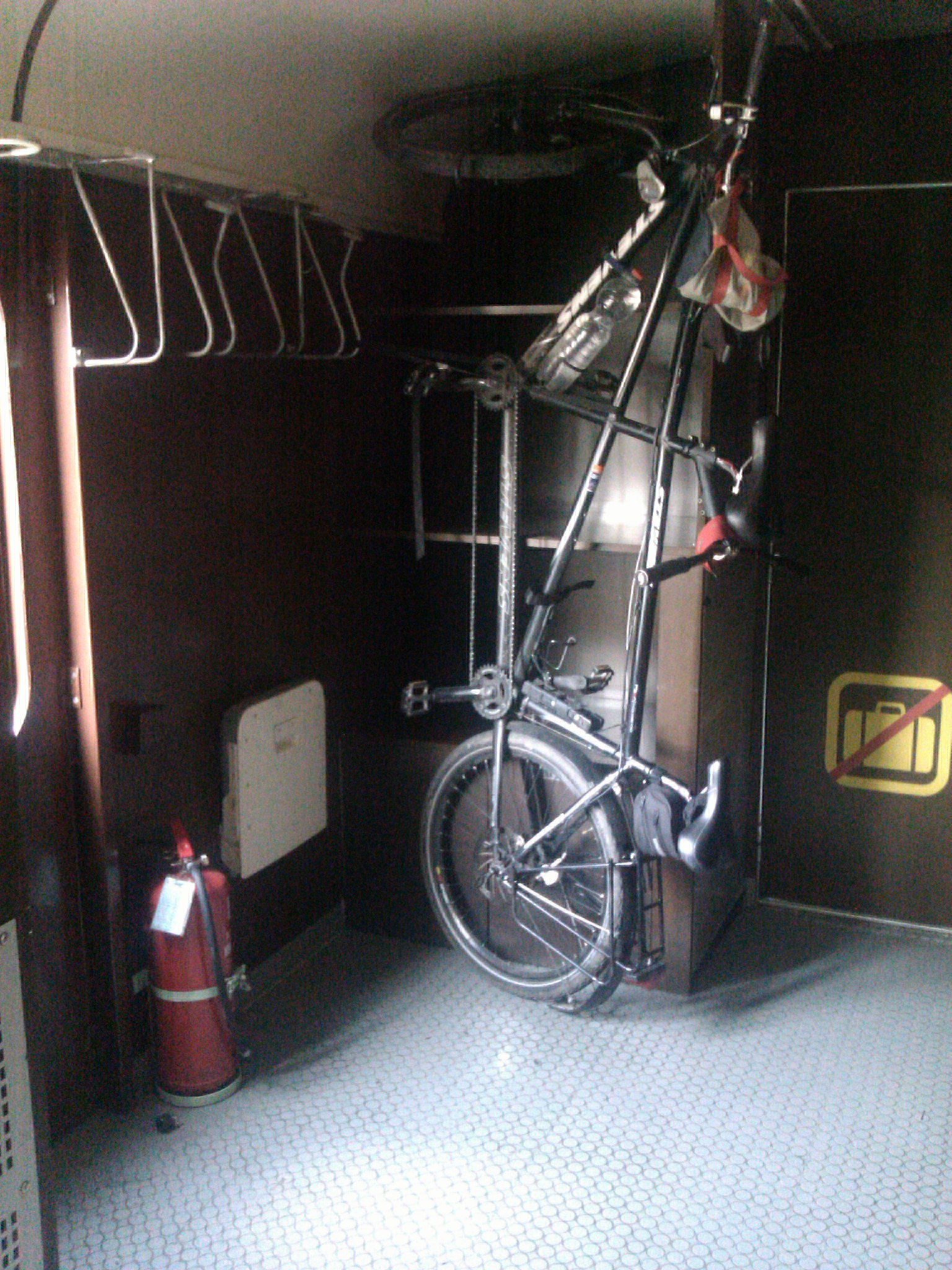
荷物置き場には自転車ラックも設けられている
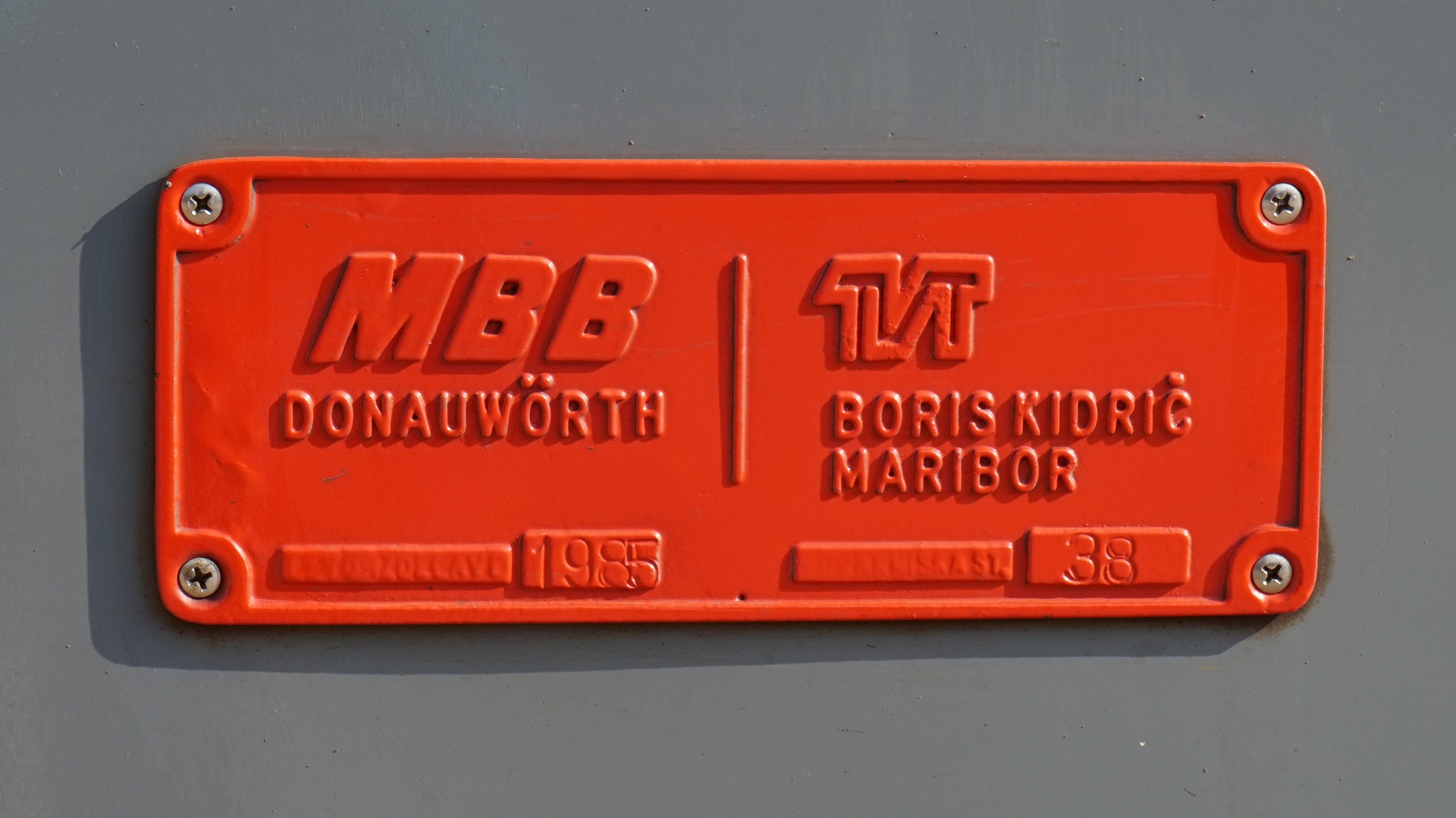
製造銘板

1983年から1986年にかけて27編成（2両編成27本）が導入された713/715形は、製造当初、用途に応じて以下の2種類の車種が存在した。
- 0番台（713-001 + 715-001 - 713-005 + 715-005） - ビジネス客向けの都市間急行列車向けの編成。全室1等車で、車内にはオーディオシステムや供食設備、客室の空調設備が存在した。製造時の塗装は緑色と白色を基調としたものであった。
- 100番台（713-101 + 715-101 - 713-122 + 715-122） - 近郊列車に適した全室2等車の編成。供食設備の代わりに荷物置き場が設置されていた他、定員数も0番台より多く確保されている。塗装はオレンジ色や黄色を基調としており、「カナリア（Kanarček）」という愛称で呼ばれていた。

これらのうち、0番台についてはスロベニア鉄道設立後の1995年から2003年にかけて客室の空調や供食設備の撤去、運転室への空調の設置、座席の交換などの改造が施され、100番台への編入（713-123 + 715-123 - 713-127 + 715-127）が実施されている。
以降も塗装変更や乗降扉、ディーゼルエンジンの交換などを経てスロベニア各地の路線で使用されていたが、老朽化に加え空調装置が設置されていない事、床が高くバリアフリーに適していない事などの理由から、2024年時点で後継車両（FLIRT）への置き換えが進められている。

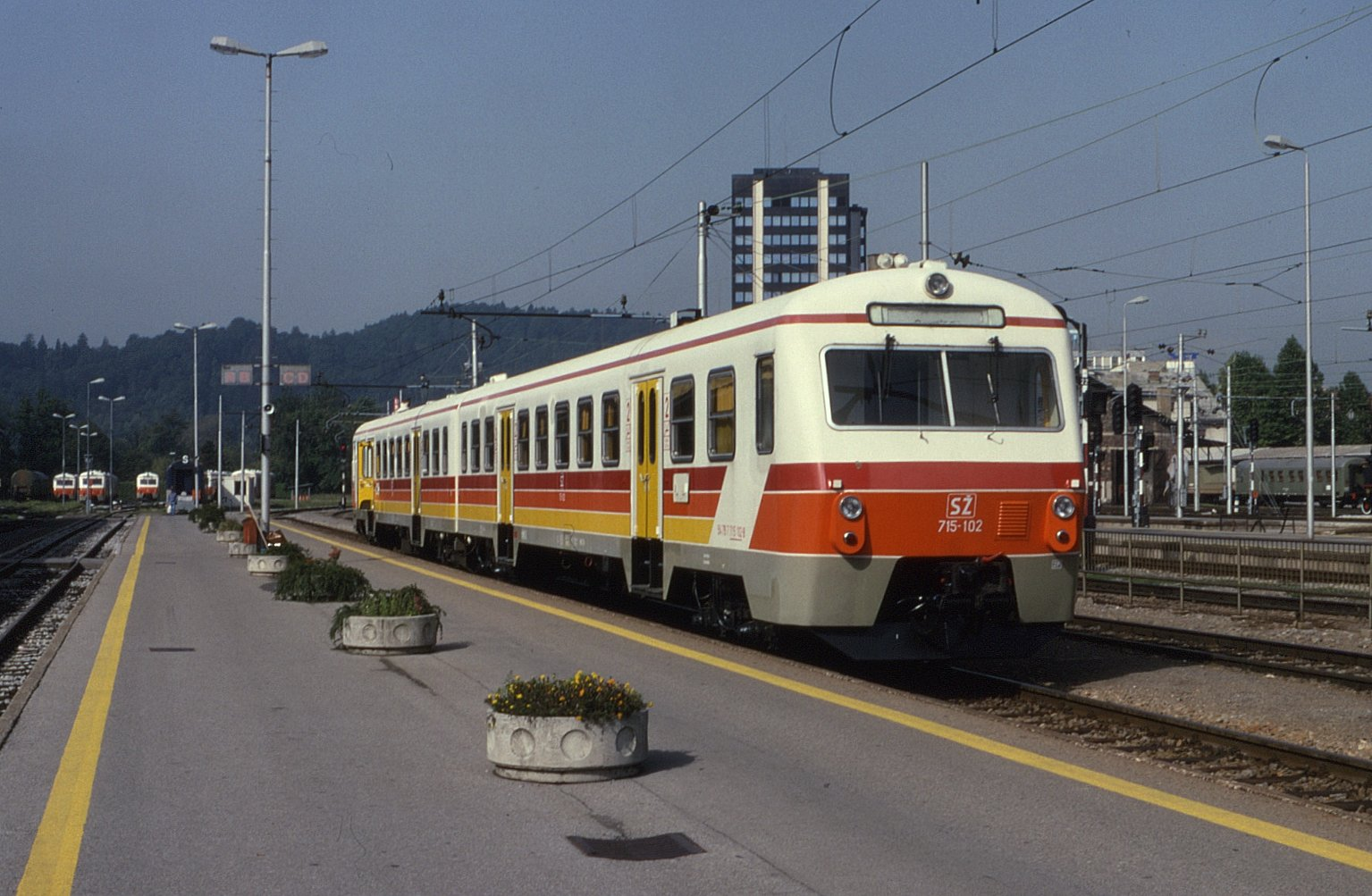
初期の塗装で使用されていた頃の100番台の編成（1994年撮影）
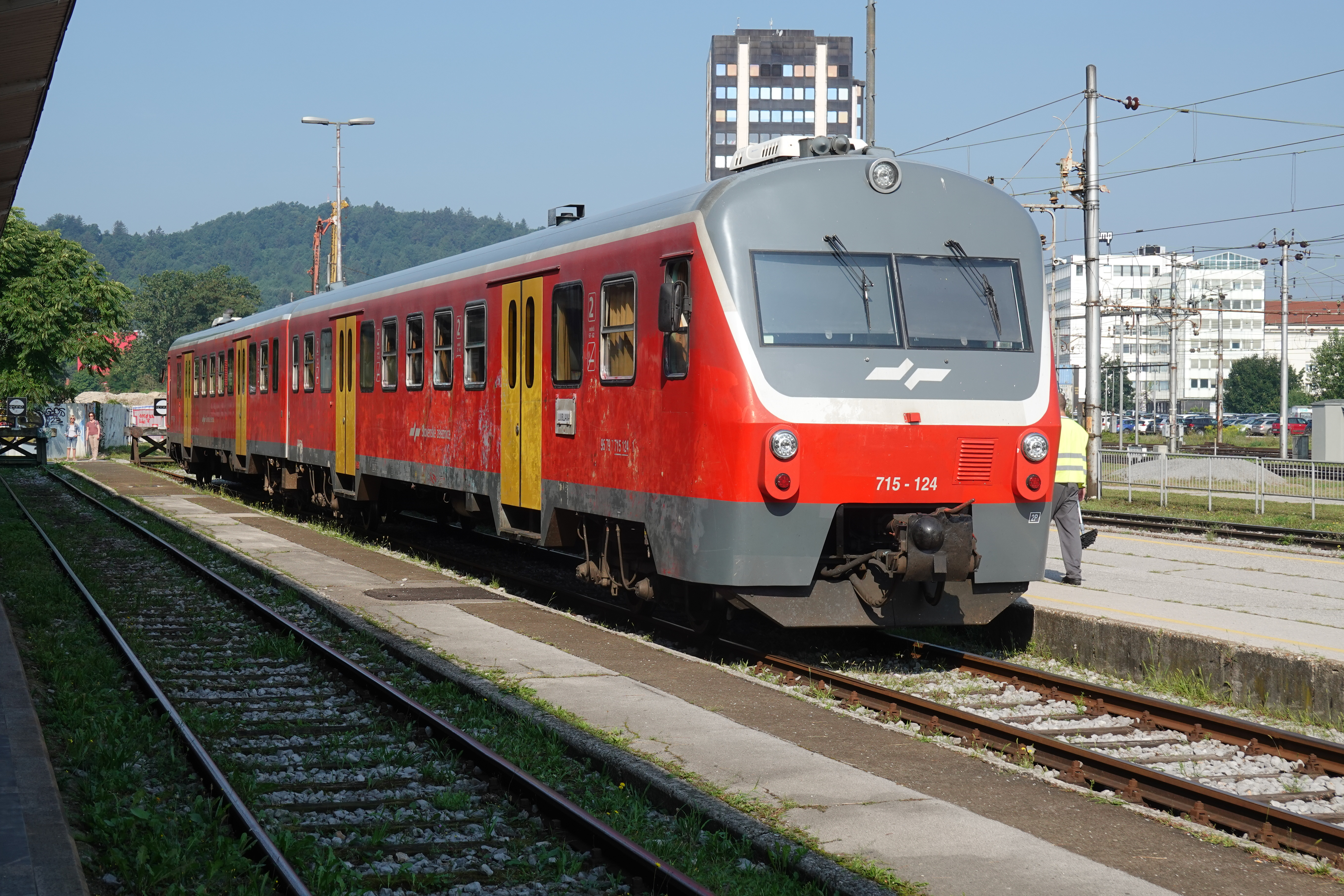
赤色を基調とした塗装変更が実施された編成（2023年撮影）
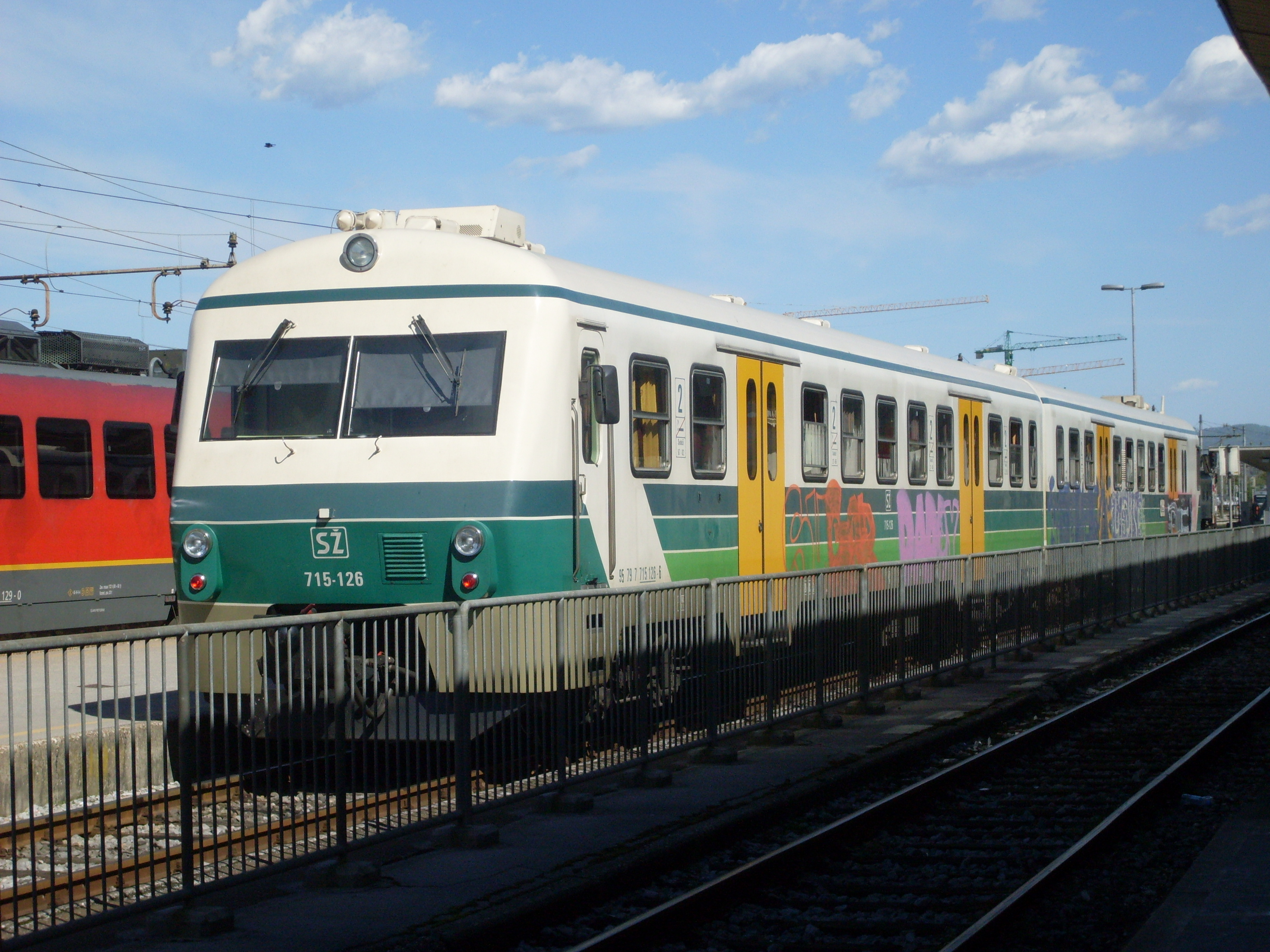
100番台への編入後も塗装が維持された旧：0番台の編成（2011年撮影）
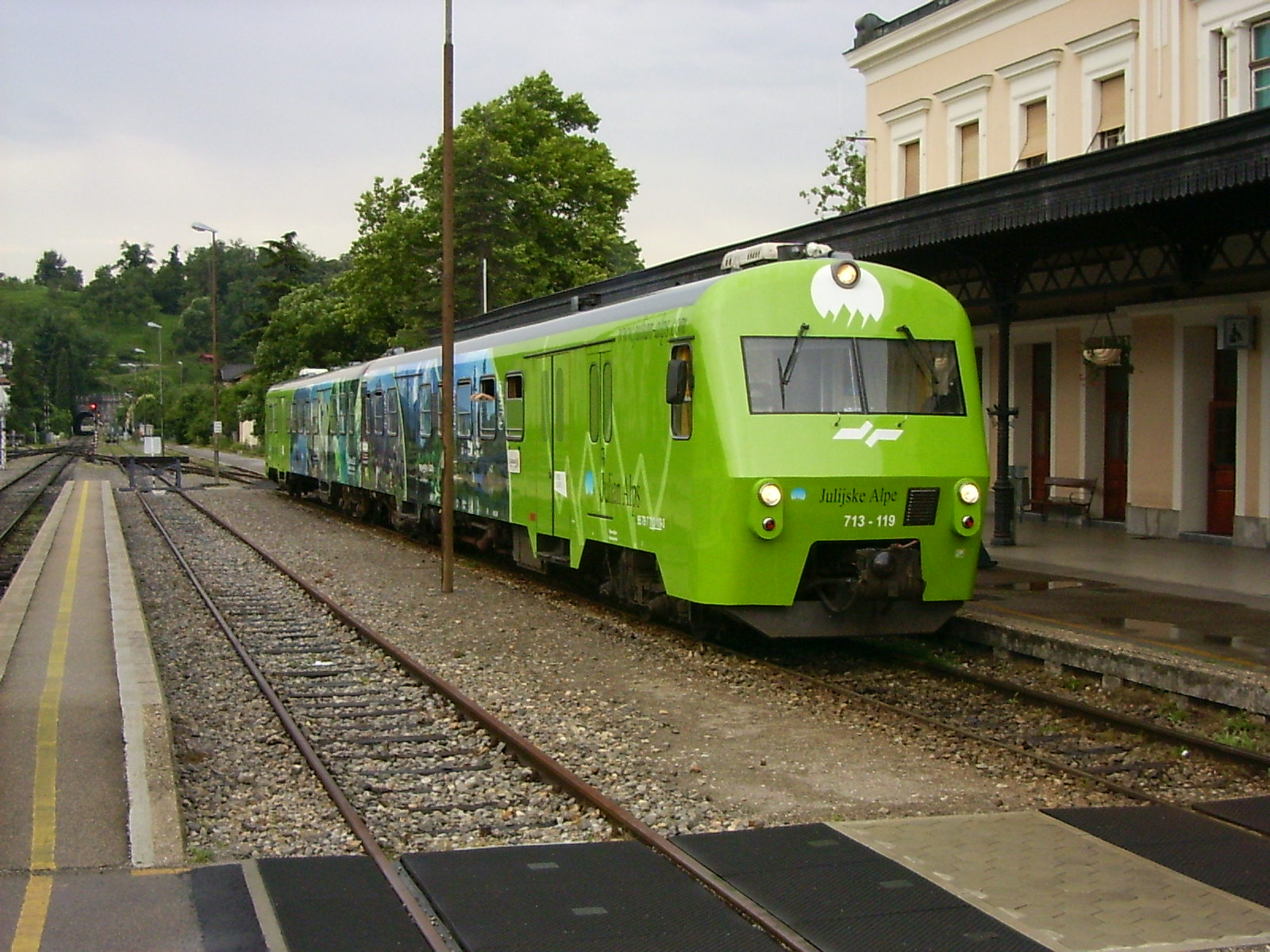
広告塗装の編成（2010年撮影）

## 参考資料
- Klemen Ponikvar (August 2021). Zgodovinski Pregled Tirnih Vlečnih Vozil na Slovenskih v Obdobju 1945-2021 (PDF) (Report). samozaložba Klemen Ponikvar. ISBN 978-961-07-0661-8. 2023年10月8日閲覧。
- Direkcija Republike Slovenije za infrastrukturo (September 2021). Uporabna dolžina peronov glede na dolžine potniških vlakov Zaključno poročilo (PDF) (Report). 2023年10月8日閲覧。